# Elkins (Virgínia de l'Oest)
Elkins és una població dels Estats Units a l'estat de Virgínia de l'Oest. Segons el cens del 2000 tenia 7.032 habitants.

## Demografia
Segons el cens del 2000, Elkins tenia 7.032 habitants, 2.988 habitatges, i 1.756 famílies. La densitat de població era de 851,1 habitants per km².
Dels 2.988 habitatges en un 25% hi vivien nens de menys de 18 anys, en un 43,4% hi vivien parelles casades, en un 11,9% dones solteres, i en un 41,2% no eren unitats familiars. En el 35,8% dels habitatges hi vivien persones soles el 15% de les quals corresponia a persones de 65 anys o més que vivien soles. El nombre mitjà de persones vivint en cada habitatge era de 2,19 i el nombre mitjà de persones que vivien en cada família era de 2,83.
Per edats la població es repartia de la següent manera: un 21,2% tenia menys de 18 anys, un 11,7% entre 18 i 24, un 25,4% entre 25 i 44, un 24% de 45 a 60 i un 17,7% 65 anys o més.
L'edat mediana era de 39 anys. Per cada 100 dones de 18 o més anys hi havia 86,9 homes.
La renda mediana per habitatge era de 26.906 $ i la renda mediana per família de 34.291 $. Els homes tenien una renda mediana de 27.012 $ mentre que les dones 19.154 $. La renda per capita de la població era de 17.916 $. Entorn del 14,4% de les famílies i el 19% de la població estaven per davall del llindar de pobresa.

## Poblacions més properes
El següent diagrama mostra les poblacions més properes.